# Черепков Олександр Васильович
Олекса́ндр Васи́льович Черепко́в (рос. Александр Васильевич Черепков; * 30 жовтня 1920, Ржев, Тверська губернія — † 12 липня 2009, Санкт-Петербург) — радянський шахіст, 3-разовий чемпіон Ленінграда (1967, 1968 і 1982). Переможець всесоюзного турніру серед ветеранів (1984). Міжнародний майстер (1984).

## Життєпис
Навчався у школі № 8 Василеостровського району (Ленінград).
Після початку радянсько-німецької війни з оборонного підприємства відправився на фронт. Під час оборони Ленінграда був поранений. Потім закінчив курси молодших лейтенантів і знову пішов до війська. Закінчив війну у Чехословаччині. Нагороджений орденами Червоного Прапора і Червоної Зірки.
Протягом 1946—1949 років був інспектором щодо товариства «Трудові резерви». Переможець першостей Центральної ради добровільних спортивних товариств «Трудові резерви» (1948) і «Буревісник» (1958, 1—2-ге місця).
Тричі вигравав чемпіонат Ленінграда: 1967, 1968 і 1982. У складі збірної Ленінграда взяв участь у 5 матчах з шахістами Будапешта (1957—1962). У 1957 році на 6-й шахівниці зіграв унічию з відомим у майбутньому гросмейстером Лайошем Портішем, у 1960 (3-тя шахівниця) і 1961 (4-та шахівниця) роках переміг Іштвана Білека.
Учасник двох фіналів чемпіонату СРСР:
- 1961, лютий — 15—16-те місця (з Анатолієм Лутіковим) серед 20 учасників
- 1968—1969 — 19-те серед 20 учасників

Показував хороші турнірні результати навіть у поважному віці:
- Приморско (1973) — 1—2-ге місця
- Шумен (1983) — 2—5-те
- Ленінград (1984) — 1-ше місце

У 1984 році виконав норму для здобуття звання міжнародного майстра.
Тренував юних шахістів у Ленінградському Палаці піонерів. Помер 12 липня 2009 року в Санкт-Петербурзі.